# Synagoge (Kurkliai)

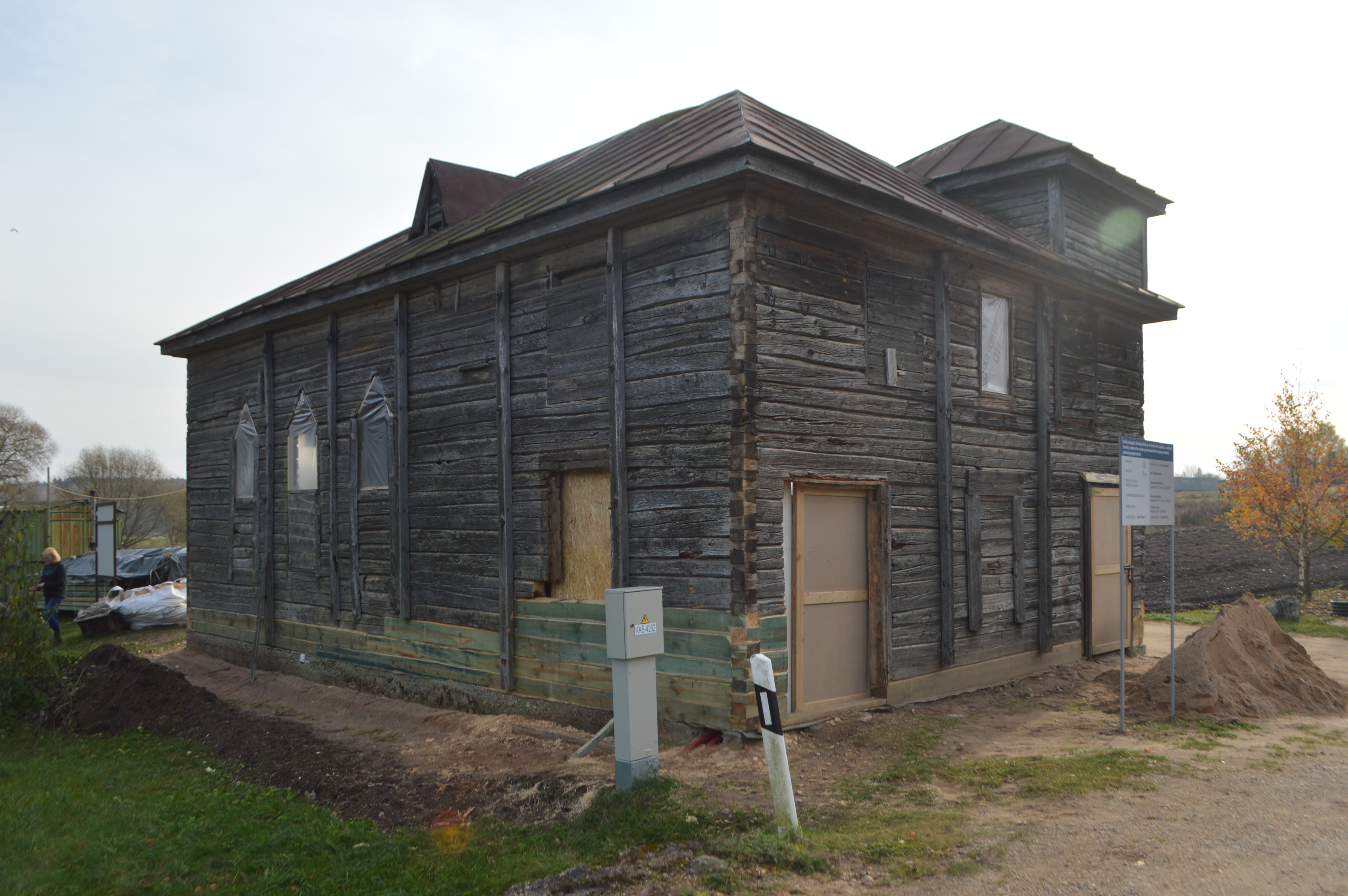
Beginn der Rekonstruktion (2019)

Die hölzerne Synagoge in Kurkliai in Litauen wurde 1936 gebaut. Nach dem Zweiten Weltkrieg wurde sie (nach Umbauten) lange als Lagerhaus genutzt und stand seit den 1990er Jahren leer. Seit 2019 wird sie renoviert.

## Architektur
Das Gebäude ist nicht streng von Westen nach Osten ausgerichtet, sondern von Südwesten nach Nordosten. Es ist 11,85 m lang und 7,88 m breit, die Außenwände sind 6,95 m hoch.
Neben der traditionellen Synagogenarchitektur wurden expressionistische Elemente, wie ein asymmetrisch angeordneter Turm an der Südwestecke zur Hervorhebung des Haupteingangs, hohe spitzgiebelige Fenster sowie Dachgauben auf dem Walmdach, verwendet. Auf dem Turm befanden sich zwei Davidsterne.
Der eingeschossige Hauptraum war im Südosten; im Nordwesten befand sich eine zweistöckige Konstruktion mit drei Räumen im Erdgeschoss (Vorraum zum Männerbetraum, dem Treppenhaus zum Frauenbetraum darüber sowie dazwischen ein beheizbarer Raum). Hier gab es noch separate Eingänge sowie kleinere quadratische Fenster.
Das Gebäude hatte acht große Fenster: je drei an den Längsseiten und zwei im Südosten, zwischen denen der Toraschrein stand. Die Bima stand (nach hinten leicht versetzt) im Zentrum des Raums. Neben der Bima sowie zwischen Bima und Toraschrein waren Sitzreihen angeordnet.
Beim Umbau in eine Lagerhalle wurden die Fenster mit Brettern verschlossen, die Inneneinrichtung zerstört und ein großes Tor im Südosten eingefügt.
Seit 2019 wird die Synagoge restauriert.